# Haustorioides munsterhjelmi
Haustorioides munsterhjelmi is een vlokreeftensoort uit de familie van de Dogielinotidae. De wetenschappelijke naam van de soort is voor het eerst geldig gepubliceerd in 1958 door Oldevig.